# West-Vlieland

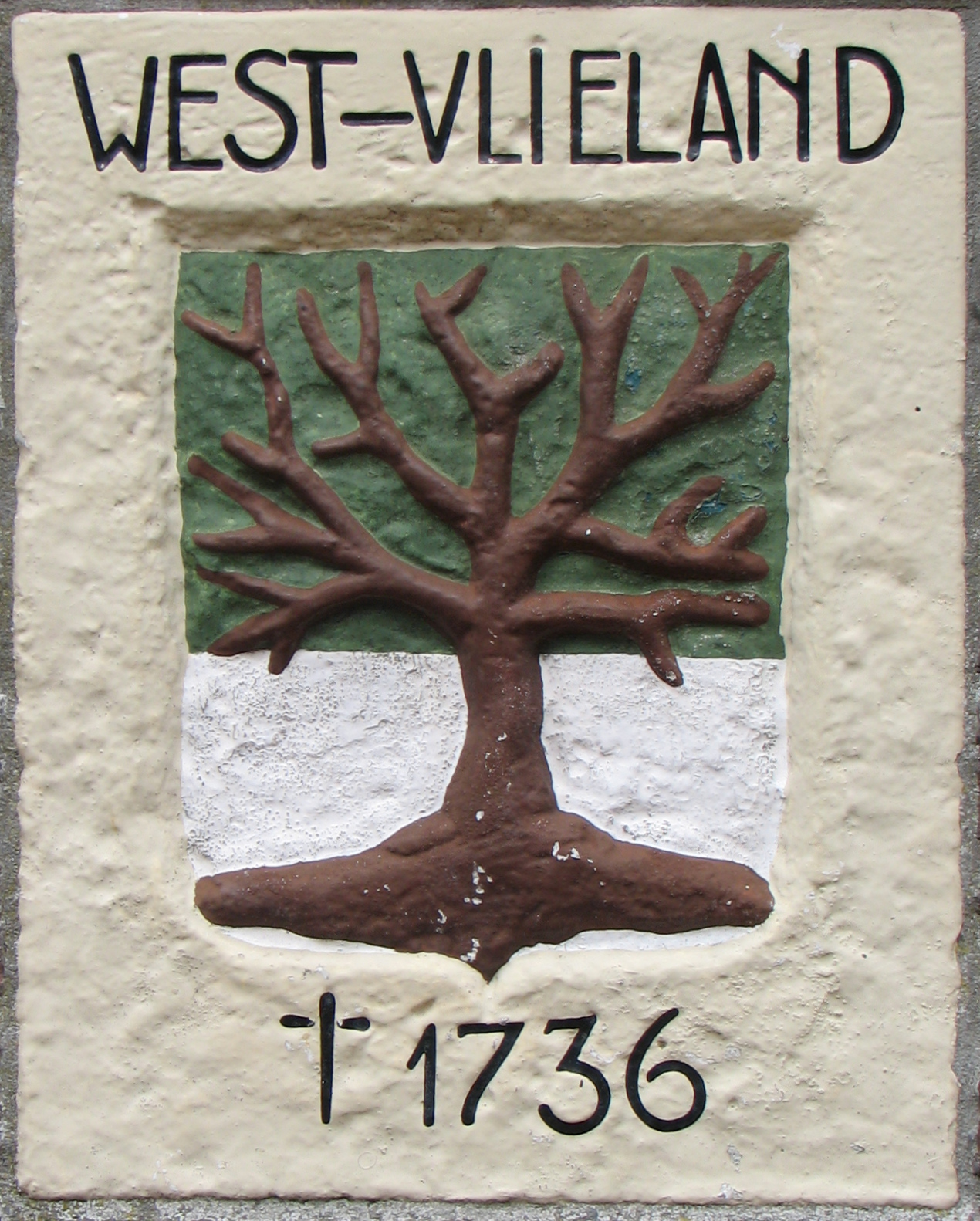
Wapen van West-Vlieland

West-Vlieland of Westeynde is een verdronken plaats. Het dorp lag tot 1736 op het westelijke uiteinde van Vlieland en was het hoofddorp van het eiland.

## Geschiedenis

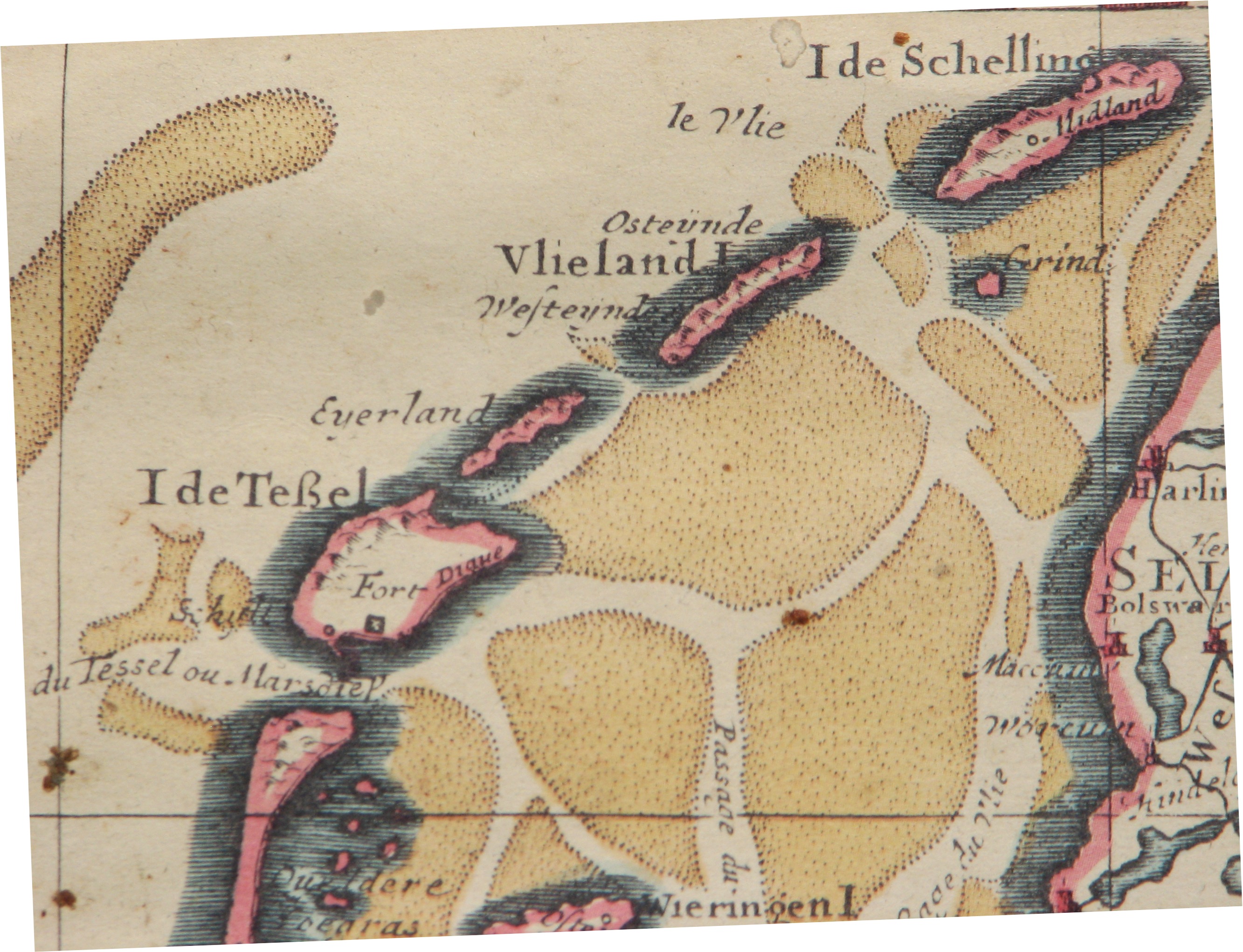
Westeynde op een kaart van Nederland uit 1743

De plaats 'Westeynde' op Vlieland wordt al in een belastingkohier uit 1395 genoemd. In dit document wordt over een kerk gesproken en wordt de pastoor genoemd die de pastorie huurt, die eigendom is van de kerk.

### Bloei
Er woonden veel loodsen en kapiteins van de walvisvaart in West-Vlieland. Behalve de middeleeuwse kerk was er een molen, een spinhuis en een armenhuis. Het dorp had een eigen vissersvloot en brouwde zijn eigen bier. De toren van het raadhuis was een baken voor de schepen. Johan van Oldenbarnevelt gaf in 1590 het dorp een eigen wapen, waarop een boom stond afgebeeld. In 1600 woonden er meer dan 1000 mensen in West-Vlieland. Nicolaus Cruquius is er in 1678 geboren.

### Ondergang
Waarschijnlijk is door de aanleg van de stuifdijk tussen Texel en Eierland in 1630 het geulenpatroon op de zeebodem veranderd. Als gevolg hiervan kreeg West-Vlieland te maken met sterkere zeestromingen, waardoor het gehele dorp geleidelijk aan in de zee verdween. In 1736 stonden er nog maar twee huizen. De bewoners vertrokken naar Oost-Vlieland en Texel. Op de plek van West-Vlieland stond in 1857 15 vadem (ca. 27 m) water en haalden vissers nog regelmatig bouwstenen boven in hun netten.